# 航海王 尋秘世界
《航海王 尋秘世界》是根據漫畫《ONE PIECE》改編的動作冒險電子遊戲，由Ganbarion開發、萬代南夢宮娛樂發行。遊戲定於2019年3月14日在Xbox One、PlayStation 4和Windows發售。

## 遊戲模式
《航海王 尋秘世界》是一款動作冒險遊戲，玩家可以從第三人稱視角化身蒙其·D·魯夫。遊戲舞台設定在位於新世界的「監獄島」。玩家可以在遊戲中自由探索和進行戰鬥。

## 開發
2017年7月日，該遊戲以「Dawn」作為代號宣佈，並形容為是「史無前例」的遊戲。2017年12月，該遊戲的正式譯名被透露為《ONE PIECE WORLD SEEKER》。2017年12月18日，遊戲首條預告在Jump Festa2018和YouTube上釋出。

## 外部連結
- 官方网站（日語）